# 大牟田市立吉野小学校
大牟田市立吉野小学校（おおむたしりつよしのしょうがっこう）は、福岡県大牟田市に所在する公立小学校。

## 概要
本学校はユネスコスクールに加盟しており、他の大牟田市内の小学校と同様に持続可能な開発のための教育を重点的に行なっている。

## 所在地
- 福岡県大牟田市大字白銀967番地17

## 沿革
- 1957年4月 - 開校

## 通学区域
- 大字白銀（しらがね）
- 大字上内（かみうち）の一部
- 大字岩本（いわもと）の一部
- 岩本新（いわもとしん）町1丁目の一部
- 岩本新町2丁目の一部
- 大字宮崎（みやざき）の一部
- 大字吉野（よしの）の一部
- 大字橘（たちばな）の一部[1]

## 周辺
- 熊本県道・福岡県道10号南関大牟田北線
- 九州新幹線 - 新大牟田駅